# Campionat del Món d'atletisme de 1983 - 800 metres masculins
Els 800 metres masculins al Campionat del Món d'atletisme de 1983 van tenir lloc a l'estadi Olímpic de Hèlsinki del 7 al 9 d'agost.
L'alemany Willi Wülbeck va guanyar la medalla d'or, l'única medalla que va aconseguir a uns Campionats del Món.

## Medallistes
| Or     | Willi Wülbeck Alemanya Occidental (FRG) |
| Argent | Rob Druppers Països Baixos (NED)        |
| Bronze | Joaquim Cruz Brasil (BRA)               |

## Rècords
| Rècords abans del Campionat del Món d'atletisme de 1983     | Rècords abans del Campionat del Món d'atletisme de 1983 | Rècords abans del Campionat del Món d'atletisme de 1983 | Rècords abans del Campionat del Món d'atletisme de 1983 | Rècords abans del Campionat del Món d'atletisme de 1983 |
| ----------------------------------------------------------- | ------------------------------------------------------- | ------------------------------------------------------- | ------------------------------------------------------- | ------------------------------------------------------- |
| Rècord del Món                                              | Sebastian Coe (GBR)                                     | 1:41.73                                                 | 10 de juny de 1981                                      | Florència, Itàlia                                       |
| Rècord del Campionat                                        | Nova prova                                              | Nova prova                                              | Nova prova                                              | Nova prova                                              |
| Rècords establerts al Campionat del Món d'atletisme de 1983 |                                                         |                                                         |                                                         |                                                         |
| Rècord del Campionat                                        | Willi Wülbeck (FRG)                                     | 1:43.65                                                 | 9 d'agost de 1983                                       | Hèlsinki, Finlàndia                                     |

## Resultats

### Final
La final va tenir lloc el 9 d'agost.
| Pos.              | Atleta                  | Temps   |
| ----------------- | ----------------------- | ------- |
| Medalla d'or      | Willi Wülbeck (FRG)     | 1:43.65 |
| Medalla de plata  | Rob Druppers (NED)      | 1:44.20 |
| Medalla de bronze | Joaquim Cruz (BRA)      | 1:44.27 |
| 4.                | Peter Elliott (GBR)     | 1:44.87 |
| 5.                | James Robinson (USA)    | 1:45.12 |
| 6.                | Agberto Guimarães (BRA) | 1:45.46 |
| 7.                | Hans-Peter Ferner (FRG) | 1:45.74 |
| 8.                | David Patrick (USA)     | 1:46.56 |

### Semifinals
Les semifinals van tenir lloc el 8 d'agost. Els dos primers atletes de cada semifinal i els dos millors temps avançaven a la final.
| Pos. | Atleta                   | Temps   |
| ---- | ------------------------ | ------- |
| 1.   | Joaquim Cruz (BRA)       | 1:45.62 |
| 2.   | James Robinson (USA)     | 1:46.16 |
| 3.   | Philippe Dupont (FRA)    | 1:46.36 |
| 4.   | Viktor Kalinkin (URS)    | 1:46.83 |
| 5.   | Mike Solomon (TRI)       | 1:47.10 |
| 6.   | Matthias Assmann (FRG)   | 1:48.73 |
| 7.   | Michael Hillardt (AUS)   | 1:49.64 |
| —    | Alberto Juantorena (CUB) | DNS     |

| Pos. | Atleta                  | Temps   |
| ---- | ----------------------- | ------- |
| 1.   | Willi Wülbeck (FRG)     | 1:46.21 |
| 2.   | Agberto Guimarães (BRA) | 1:46.37 |
| 3.   | José Marajo (FRA)       | 1:46.39 |
| 4.   | David Mack (USA)        | 1:46.39 |
| 5.   | Colomán Trabado (ESP)   | 1:46.85 |
| 6.   | Garry Cook (GBR)        | 1:47.48 |
| 7.   | Sammy Koskei (KEN)      | 1:48.92 |
| 8.   | Binko Kolev (BUL)       | 1:50.23 |

| Pos. | Atleta                   | Temps   |
| ---- | ------------------------ | ------- |
| 1.   | Hans-Peter Ferner (FRG)  | 1:45.24 |
| 2.   | David Patrick (USA)      | 1:45.30 |
| 3.   | Peter Elliott (GBR)      | 1:45.38 |
| 4.   | Rob Druppers (NED)       | 1:45.55 |
| 5.   | Detlef Wagenknecht (GDR) | 1:45.70 |
| 6.   | Peter Pearless (NZL)     | 1:47.82 |
| 7.   | José Luíz Barbosa (BRA)  | 1:48.05 |
| 8.   | Jorma Härkönen (FIN)     | 1:49.39 |

### Sèries classificatòries
Les sèries classificatòries van tenir lloc el 7 d'agost. Els dos primers de cada sèrie i els vuit millors temps avançaven a les semifinals.
| Pos. | Atleta                | Temps   |
| ---- | --------------------- | ------- |
| 1.   | James Robinson (USA)  | 1:46.32 |
| 2.   | Garry Cook (GBR)      | 1:46.44 |
| 3.   | Viktor Kalinkin (URS) | 1:46.57 |
| 4.   | Christoph Ulmer (SUI) | 1:47.98 |
| 5.   | Jama Aden (SOM)       | 1:48.69 |
| 6.   | Paul Gilbert (AUS)    | 1:51.39 |
| 7.   | Khaled Khalifa (KUW)  | 1:52.84 |
| 8.   | Sekou Camara (GUI)    | 1:59.90 |

| Pos. | Atleta                  | Temps   |
| ---- | ----------------------- | ------- |
| 1.   | Matthias Assmann (FRG)  | 1:47.45 |
| 2.   | José Luíz Barbosa (BRA) | 1:47.47 |
| 3.   | Binko Kolev (BUL)       | 1:47.49 |
| 4.   | Peter Bourke (AUS)      | 1:48.15 |
| 5.   | Petru Dragoescu (ROM)   | 1:48.33 |
| 6.   | Bo Breigan (NOR)        | 1:49.53 |
| 7.   | Mohammed Darwish (IRQ)  | 1:50.68 |

| Pos. | Atleta                      | Temps   |
| ---- | --------------------------- | ------- |
| 1.   | Willi Wülbeck (FRG)         | 1:46.55 |
| 2.   | Philippe Dupont (FRA)       | 1:46.62 |
| 3.   | David Patrick (USA)         | 1:46.76 |
| 4.   | Babacar Niang (SEN)         | 1:47.54 |
| 5.   | Donato Sabia (ITA)          | 1:47.62 |
| 6.   | Sotirios Moutsanas (GRE)    | 1:48.23 |
| 7.   | Vincent Confait (SEY)       | 1:55.04 |
| 8.   | Jean-Marie Rudasinqwa (RWA) | 1:55.12 |

| Pos. | Atleta                   | Temps   |
| ---- | ------------------------ | ------- |
| 1.   | Detlef Wagenknecht (GDR) | 1:49.20 |
| 2.   | Sammy Koskei (KEN)       | 1:49.35 |
| 3.   | Omer Khalifa (SUD)       | 1:49.67 |
| 4.   | Ronny Olsson (SWE)       | 1:49.72 |
| 5.   | Simon Hoogewerf (CAN)    | 1:49.92 |
| —    | Charlie Oliver (SOL)     | DNS     |
| —    | Ryszard Ostrowski (POL)  | DNS     |

| Pos. | Atleta                   | Temps   |
| ---- | ------------------------ | ------- |
| 1.   | Agberto Guimarães (BRA)  | 1:48.30 |
| 2.   | Alberto Juantorena (CUB) | 1:48.40 |
| 3.   | Juma Ndiwa (KEN)         | 1:48.40 |
| 4.   | Mohamed Zahafi (MAR)     | 1:49.43 |
| 5.   | Gordan Hinds (BAR)       | 1:50.92 |
| 6.   | Didier Le Guillou (FRA)  | 1:52.49 |
| 7.   | Ruthsel Martina (AHO)    | 1:55.67 |

| Pos. | Atleta                      | Temps   |
| ---- | --------------------------- | ------- |
| 1.   | David Mack (USA)            | 1:45.84 |
| 2.   | Jorma Härkönen (FIN)        | 1:46.39 |
| 3.   | Peter Elliott (GBR)         | 1:46.53 |
| 4.   | José Marajo (FRA)           | 1:46.78 |
| 5.   | Colomán Trabado (ESP)       | 1:47.10 |
| 6.   | Bock-Ju Kim (KOR)           | 1:48.40 |
| 7.   | Tisbite Rakotoarisoa (MAD)  | 1:50.70 |
| 8.   | Antonio Cadio Paraiso (STP) | 1:58.47 |

| Pos. | Atleta               | Temps   |
| ---- | -------------------- | ------- |
| 1.   | Rob Druppers (NED)   | 1:46.12 |
| 2.   | Joaquim Cruz (BRA)   | 1:46.12 |
| 3.   | Peter Pearless (NZL) | 1:47.22 |
| 4.   | Mike Solomon (TRI)   | 1:47.30 |
| 5.   | Faouzi Lahbi (MAR)   | 1:47.76 |
| 6.   | Gawain Guy (JAM)     | 1:49.19 |
| 7.   | John Chappory (GIB)  | 1:52.30 |

| Pos. | Atleta                  | Temps   |
| ---- | ----------------------- | ------- |
| 1.   | Hans-Peter Ferner (FRG) | 1:48.34 |
| 2.   | Michael Hillardt (AUS)  | 1:48.44 |
| 3.   | James Maina Boi (KEN)   | 1:48.69 |
| 4.   | Mark Handelsman (ISR)   | 1:49.02 |
| 5.   | Mohamed Alouini (TUN)   | 1:49.09 |
| 6.   | William Wuycke (VEN)    | 1:50.71 |
| 7.   | Luis Ramírez (NCA)      | 1:55.77 |
| 8.   | Clive Williams (BIZ)    | 2:03.64 |